# Tramlijn Berlikum - Sint Annaparochie
De tramlijn Berlikum - Sint Annaparochie is een voormalige tramlijn in Friesland tussen Berlikum en Sint Annaparochie. 

## Geschiedenis
De lijn werd in gedeeltes geopend door de Nederlandsche Tramweg Maatschappij (NTM) op 14 april 1900 en werd geëxploiteerd met paardentrams. Op 1 januari 1917 werd de lijn gesloten en kort daarna opgebroken.